# Petääjärvi
Petääjärvi är en sjö som ligger på ön Viljakansaari i Pihlajavesi i kommunen Puumala i landskapet Södra Savolax i Finland. Sjön ligger 84,6 meter över havet. Arean är 16 hektar och strandlinjen är 2,6 kilometer lång.  Den  ingår i Vuoksens huvudavrinningsområde.  Sjön ligger omkring 61 kilometer öster om S:t Michel och omkring 240 kilometer nordöst om Helsingfors. 
I sjön finns ön Pulkansaari. 